# Vierendeelträger

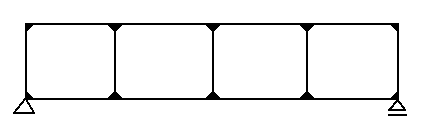
Vierendeelträger (schematisch) mit rechteckigen Feldern,
notwendige Ecksteifigkeit ist angedeutet

Der Vierendeel-Träger ist ein Träger aus zusammenhängenden Viereck-Rahmen, die je von vier Stäben gebildet werden.
Im Unterschied zum Fachwerk-Träger mit Stabdreiecken ermöglicht ein in Fassaden oder Wänden eingebauter rechteckiger Vierendeel-Träger das Anbringen üblicher rechteckiger Fenster, Türen oder Durchgänge in die Zwischenräume. Vierendeelträger werden auch lediglich als Teil des Tragwerks von mehrstöckigen Gebäuden eingesetzt. Zur Gesamt-Festigkeit tragen in die Zwischenräume eingesetzte Wände bei.
Anders als bei Fachwerk-Trägern müssen die Verbindungsstellen zwischen den Stäben aber ecksteif gestaltet werden. Gemäß in der Baustatik üblicher Behandlung der eckweichen Verbindungen als Gelenke wäre ein Stabviereck mit solchen einfachen Eckverbindungen als statisch unterbestimmtes, d. h. als unbrauchbares, alle möglichen Formen annehmbares Tragsystem zu betrachten. Als Vorteil gegenüber einem (statisch nicht überbestimmten) Fachwerk-Träger ist zu nennen, dass ein Vierendeel-Träger bei Ausfall eines vertikalen Stabes noch eingeschränkt betriebstauglich bleibt, ein Fachwerk bei Ausfall irgendeines Stabs aber seine Funktion sofort verliert. Infolge der nötigen steifen Ecken ist ein Vierendeel-Träger eine statisch unbestimmte Struktur, was aber schwerer wiegt: Er ist schwerer und teurer als ein Fachwerkträger.
Der Vierendeel-Träger ist nach dem belgischen Ingenieur Arthur Vierendeel (1852–1940) benannt, der ihn als Brücken-Träger mit rechteckigen Feldern entwickelte und anwendete (siehe untenstehende Abbildung, links). Spätere Vierendeel-Brücken sind u. a. Bogenbrücken, die vom ursprünglichen Stab-Viereck nur noch drei Seiten enthalten (siehe untenstehende Abbildung, Mitte). Als besonderes Merkmal sind die parallelen vertikalen Stäbe geblieben. Grundsätzlich zu beachten ist, dass die von der notwendigen Ecksteifigkeit verursachten relativ dicken Stäbe von Vierendeel-Brücken eher wie Balken aussehen.
Heute werden große (mit Fahrbahnen) nicht mehr, aber noch Fußgängerbrücken als Vierendeel-Brücken erstellt (siehe untenstehende Abbildung, rechts).

## Beispiele

Vierendeelträger-Brücken
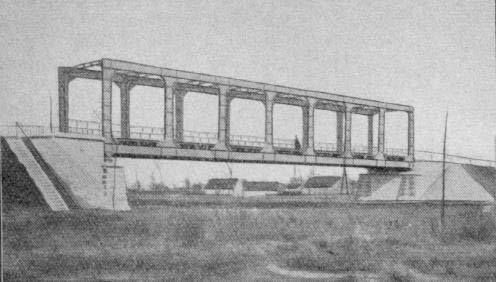
Frühe Vierendeelträger-Brücke in Avelgem/Belgien mit rechteckigen Feldern, 1906
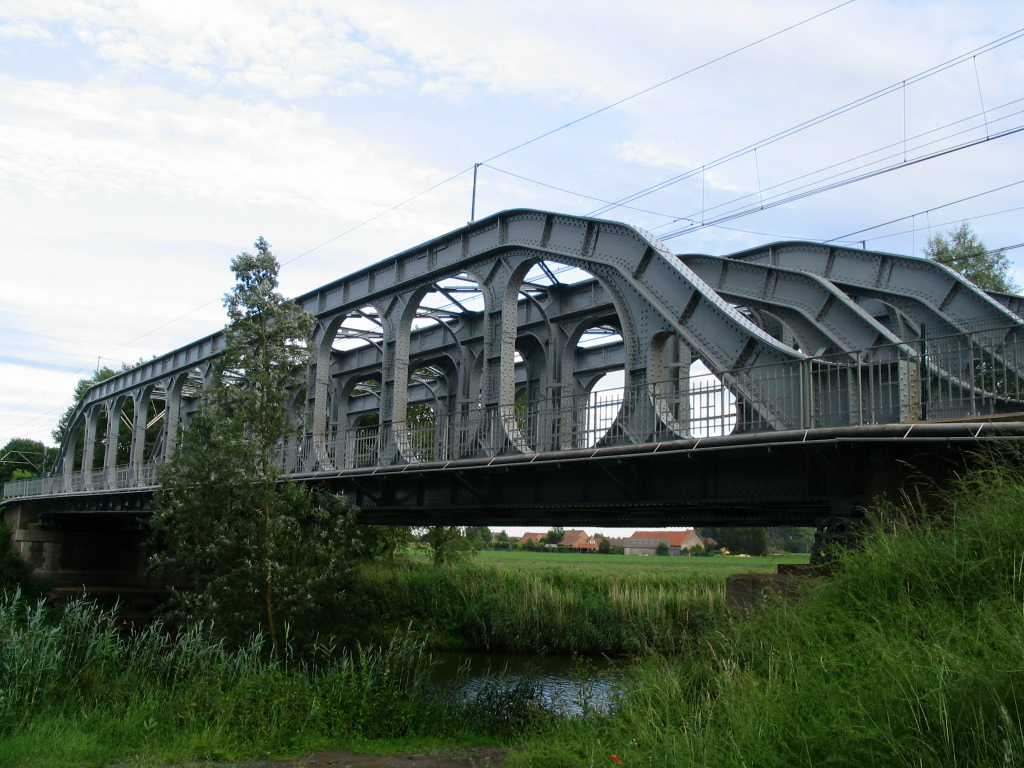
Lorenzobrücke aus Vierendeelträgern in Grammene/Deinze über die Leie, Provinz Ostflandern, Belgien (1922)
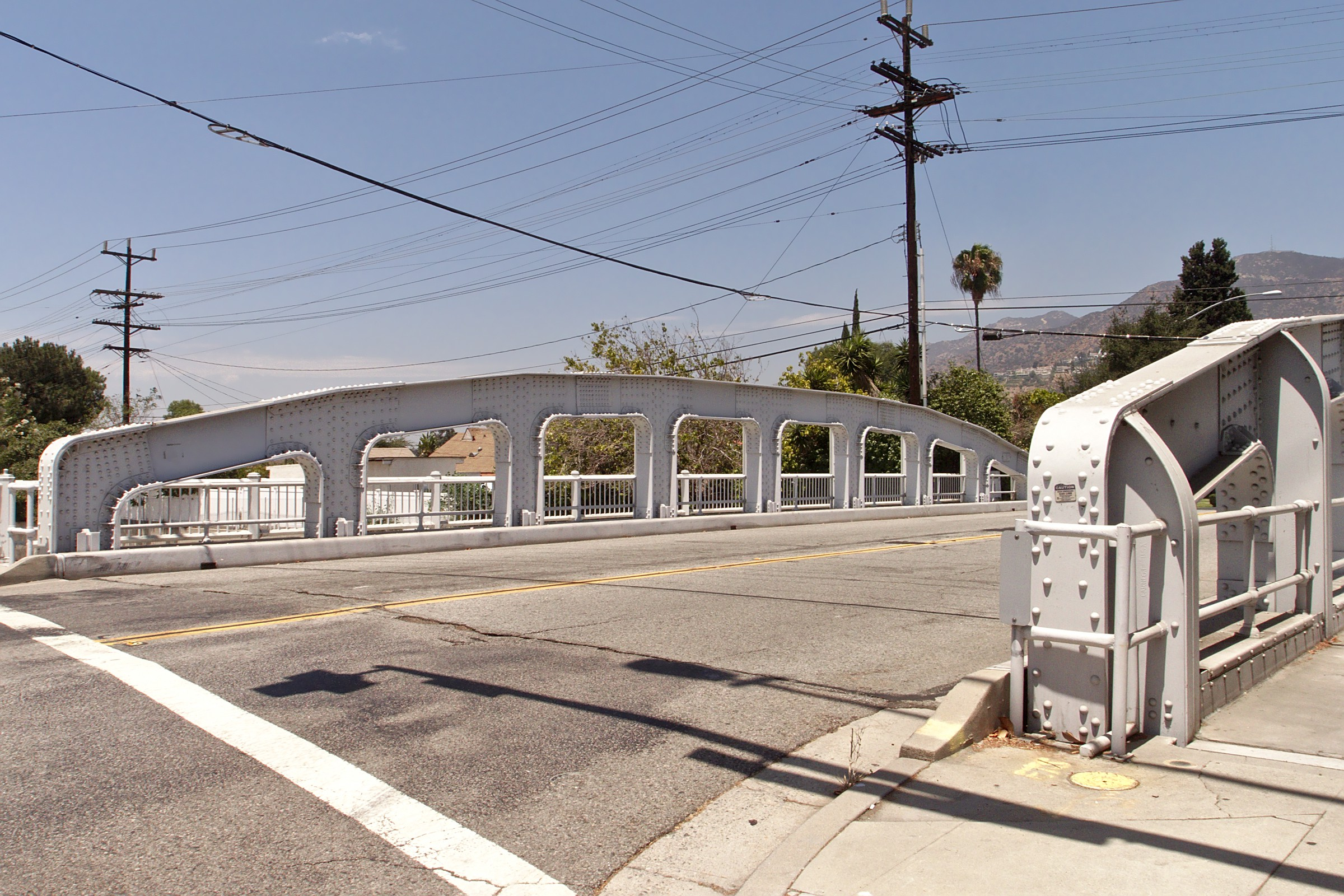
Vierendeelträger-Brücke in Glendale/USA mit Bögen als Obergurte, 1937
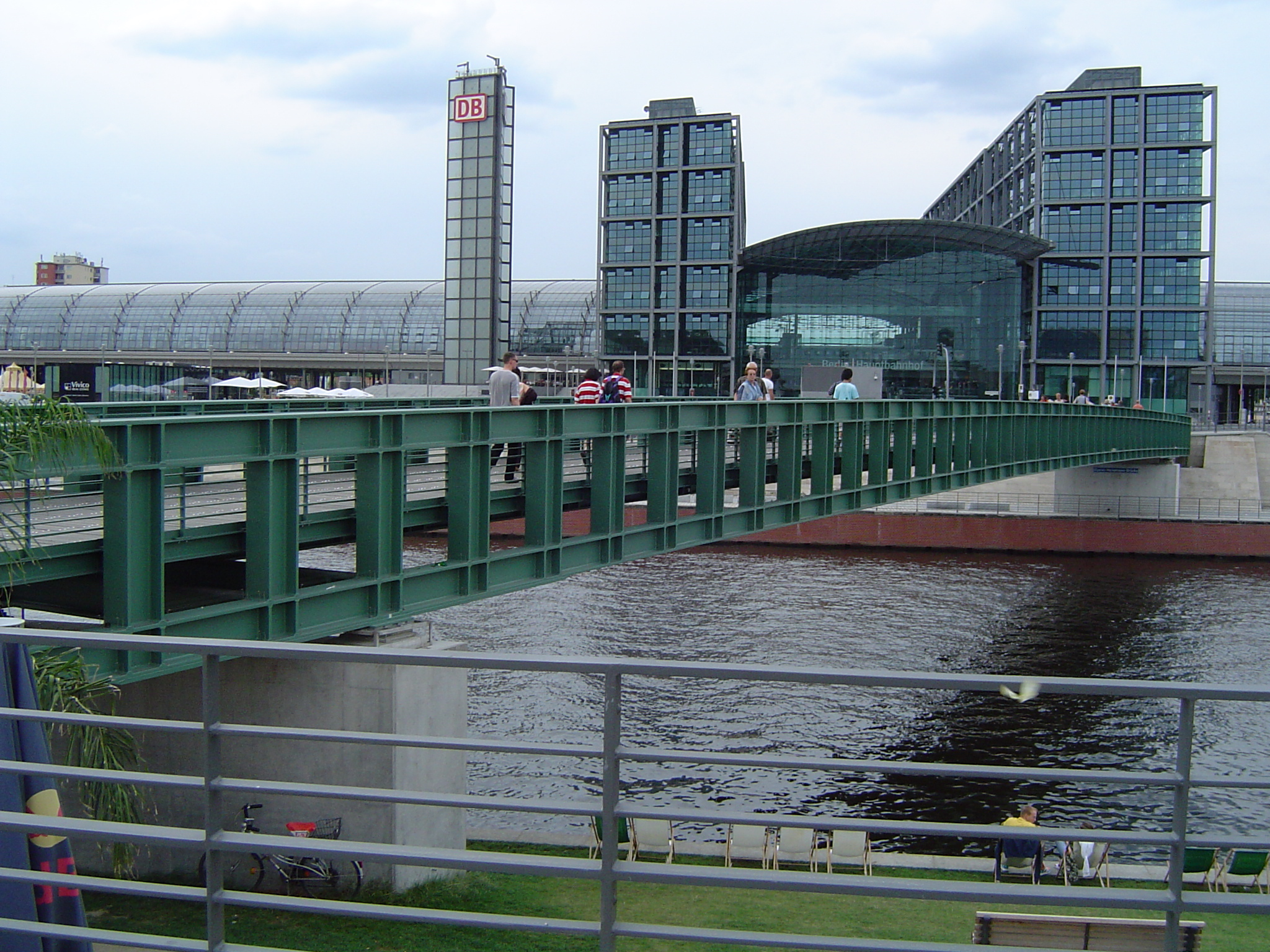
Gustav-Heinemann-Fußgängerbrücke mit Vierendeelträgern vor dem Hauptbahnhof Berlin, 2005

- Vierendeel-Träger in der Fassade des Commerzbank-Hochhauses in Frankfurt am Main.
- Die oberen neun Etagen des Wolkenkratzers 56 Leonard Street in Manhattan, mit jeweils unterschiedlichen großen Auskragungen und gegenseitigen Versetzungen.